# Versions (Thievery Corporation)
Versions è un album discografico dei Thievery Corporation, pubblicato nel 2006.
Consiste di remix di canzoni dei Thievery Corporation effettuati da altri artisti e di canzoni di altri artisti remixate dai Thievery Corporation. Inoltre include l'inedito Originality.

## Tracce
1. Tarana (Ustad Sultan Khan) – 4:40
2. Habaños Days (Damian Draghici) – 4:22
3. This Is Not a Love Song (Nouvelle Vague) – 4:33
4. Beloved (Anoushka Shankar) – 4:23
5. Who Needs Forever (Astrud Gilberto) – 4:12
6. Desert (Émilie Simon) – 3:13
7. Lemon Tree (Herb Alpert) – 3:38
8. Originality - feat. Sister Nancy – 4:08
9. In Love (Fear of Pop) – 4:39
10. The Girl's Insane (The Januaries) – 4:27
11. Strange Days (The Doors) – 4:23
12. Revolution Solution (TC Remix) – 3:50
13. Shiva (TC Remix) – 4:49
14. Khalghi Stomp (Transglobal Underground) – 3:54
15. Angels (Wax Poetic) - feat. Norah Jones – 4:39
16. Nothing to Lose (Isabelle Antena) – 2:56
17. Cada Beijo (Bebel Gilberto) – 4:19
18. Dirty Little Secret (Sarah McLachlan) – 4:52